# Evanilson (calciatore 1999)
Francisco Evanilson de Lima Barbosa, noto semplicemente come Evanilson (Fortaleza, 6 ottobre 1999), è un calciatore brasiliano, attaccante del Bournemouth e della nazionale brasiliana.

## Caratteristiche tecniche
È un centravanti rapido, tecnico e abile nella finalizzazione con entrambi i piedi. Può ricoprire il ruolo di prima punta o giocare come seconda punta.

## Carriera
Fluminense
Cresciuto nel settore giovanile del Fluminense, nel 2018 è passato in prestito semestrale al Šamorín dove ha debuttato fra i professionisti disputando l'incontro di seconda divisione slovacca vinto 1-0 contro il Partizán Bardejov.
Porto
Il 9 settembre 2020 firma per il Porto. Viene aggregato alla seconda squadra dove si fa notare segnando 6 goal in 5 partite. Trova spazio in prima squadra scalando le gerarchie ben presto,il 24 Ottobre 2020 trova il primo goal nella vittoria per 1-0 contro il Gil Vicente. La stagione successiva diventa un titolare e contribuisce con 14 goal in 30 presenze alla vittoria della Primeira Liga. Vince il titolo di capocannoniere in Taca de Portugal con 7 reti aiutando la squadra a vincere la coppa. Il 26 Ottobre 2022 segna il suo primo goal in Champions League nella vittoria per 0-4 in trasferta contro il Club Bruges..
Bournemouth
Il 16 agosto 2024 viene acquistato dal Bournemouth.

### Nazionale
Ha giocato nella nazionale brasiliana Under-23.
Viene convocato per la prima volta con la nazionale maggiore nel 2024 ed esordisce, da titolare, il 9 giugno nella gara amichevole vinta per 3-2 contro il Messico.

## Statistiche

### Presenze e reti nei club
Statistiche aggiornate al 18 maggio 2024.
| Stagione          | Squadra           | Campionato        | Campionato | Campionato | Coppe nazionali | Coppe nazionali | Coppe nazionali | Coppe continentali | Coppe continentali | Coppe continentali | Altre coppe | Altre coppe | Altre coppe | Totale | Totale | Totale |
| Stagione          | Squadra           | Comp              | Pres       | Reti       | Comp            | Pres            | Reti            | Comp               | Pres               | Reti               | Comp        | Pres        | Reti        | Pres   | Reti   |        |
| ----------------- | ----------------- | ----------------- | ---------- | ---------- | --------------- | --------------- | --------------- | ------------------ | ------------------ | ------------------ | ----------- | ----------- | ----------- | ------ | ------ | ------ |
| 2017-2018         | Šamorín           | 1L                | 6          | 3          | CS              | 0               | 0               | -                  | -                  | -                  | -           | -           | -           | 6      | 3      |        |
| 2018              | Fluminense        | A/RJ+A            | 1+0        | 0          | CB              | 0               | 0               | -                  | -                  | -                  | -           | -           | -           | 1      | 0      |        |
| 2019              | Fluminense        | A/RJ+A            | 0+3        | 2          | CB              | 0               | 0               | -                  | -                  | -                  | -           | -           | -           | 3      | 2      |        |
| 2020              | Fluminense        | A/RJ+A            | 10+6       | 5+2        | CB              | 4               | 0               | CS                 | 2                  | 1                  | -           | -           | -           | 22     | 8      |        |
| Totale Fluminense | Totale Fluminense | Totale Fluminense | 20         | 9          |                 | 4               | 0               |                    | 2                  | 1                  |             | -           | -           | 26     | 10     |        |
| 2020-2021         | Porto B           | SL                | 5          | 6          | -               | -               | -               | -                  | -                  | -                  | -           | -           | -           | 5      | 6      |        |
| 2020-2021         | Porto             | PL                | 15         | 3          | TP+CdL          | 3+0             | 1+0             | UCL                | 5                  | 0                  | -           | -           | -           | 23     | 4      |        |
| 2021-2022         | Porto             | PL                | 30         | 14         | TP+CdL          | 7+1             | 7+0             | UCL+UEL            | 4+4                | 0                  | -           | -           | -           | 46     | 21     |        |
| 2022-2023         | Porto             | PL                | 23         | 7          | TP+CdL          | 6+3             | 1+0             | UCL                | 8                  | 1                  | SP          | 1           | 1           | 41     | 10     |        |
| 2023-2024         | Porto             | PL                | 27         | 13         | TP+CdL          | 6+2             | 8+0             | UCL                | 7                  | 4                  | SP          | 1           | 0           | 43     | 25     |        |
| Totale Porto      | Totale Porto      | Totale Porto      | 95         | 43         |                 | 28              | 17              |                    | 29                 | 5                  |             | 2           | 1           | 153    | 60     |        |
| Totale carriera   | Totale carriera   | Totale carriera   | 126        | 55         |                 | 32              | 17              |                    | 29                 | 6                  |             | 2           | 1           | 180    | 79     |        |

### Cronologia presenze e reti in nazionale
| Cronologia completa delle presenze e delle reti in nazionale ― Brasile | Cronologia completa delle presenze e delle reti in nazionale ― Brasile | Cronologia completa delle presenze e delle reti in nazionale ― Brasile | Cronologia completa delle presenze e delle reti in nazionale ― Brasile | Cronologia completa delle presenze e delle reti in nazionale ― Brasile | Cronologia completa delle presenze e delle reti in nazionale ― Brasile | Cronologia completa delle presenze e delle reti in nazionale ― Brasile | Cronologia completa delle presenze e delle reti in nazionale ― Brasile |
| Data                                                                   | Città                                                                  | In casa                                                                | Risultato                                                              | Ospiti                                                                 | Competizione                                                           | Reti                                                                   | Note                                                                   |
| ---------------------------------------------------------------------- | ---------------------------------------------------------------------- | ---------------------------------------------------------------------- | ---------------------------------------------------------------------- | ---------------------------------------------------------------------- | ---------------------------------------------------------------------- | ---------------------------------------------------------------------- | ---------------------------------------------------------------------- |
| 8-6-2024                                                               | College Station                                                        | Messico                                                                | 2 – 3                                                                  | Brasile                                                                | Amichevole                                                             | -                                                                      | 61’                                                                    |
| 6-7-2024                                                               | Paradise                                                               | Uruguay                                                                | 0 – 0 (4 – 2 dtr)                                                      | Brasile                                                                | Coppa America 2024 - Quarti di finale                                  | -                                                                      | 87’                                                                    |
| Totale                                                                 |                                                                        | Presenze                                                               | 2                                                                      |                                                                        | Reti                                                                   | 0                                                                      |                                                                        |

## Palmarès

### Club

#### Competizioni statali
- Taça Rio: 1

Fluminense: 2020

#### Competizioni nazionali
- Supercoppa di Portogallo: 2

Porto: 2020, 2022
- Campionato portoghese: 1

Porto: 2021-2022
- Coppa del Portogallo: 3

Porto: 2021-2022, 2022-2023, 2023-2024

### Individuale
- Capocannoniere della Coppa di Portogallo: 2

2021-2022 (7 gol), 2023-2024 (8 gol)